# Нокс, Мила
Мила Нокс (р. 04.06) — современная писательница в жанре фэнтези.
В 2016 году с дебютным романом «Макабр» завоевала гран-при литературного конкурса «Новая детская книга», проводимого издательством «Росмэн».

## Биография

### Начало творчества
Родилась в Кишинёве (Молдавия), в русской семье. В десять лет вместе с родителями переехала в Россию, в город Краснодар, где проживает в настоящее время. В одиннадцать лет познакомилась с произведениями Джона Р. Р. Толкиена, которые до сих пор упоминает как знаковые для себя.
Начала регулярно писать с семнадцати лет. Около года до начала работы над первоначальным вариантом «Макабра» писала только стихи. В этот период Мила зачитывалась другими авторами, переводила зарубежную поэзию, искала собственный поэтический стиль.
С детства интересовалась иностранными языками и получив образование по этому направлению стала преподавателем английского языка. В настоящий момент совмещает преподавание и писательство. Помимо классической литературы в жанре фэнтези, в плане стиля и вдохновения на творчество Милы Нокс повлияло увлечение музыкой неофолк/дум-метал коллективов Estatic Fear и Empyrium.

### Переход к крупной прозе и победа в конкурсе «Новая детская книга»
В 2012 году Мила Нокс впервые приняла участие в конкурсе издательства РОСМЭН «Новая детская книга» с рассказом, который вошел в шорт-лист конкурса. В следующем году участие в конкурсе обернулось публикацией в сборнике детских сказок.
В 2016 году представив на конкурсе дебютный роман «Макабр» одержала победу в номинации «Мир фэнтези».
В настоящее время выпущены все три книги трилогии «Макабр»: «Игра в сумерках», «Путешествие в полночь», «Война на восходе».
Роман «Макабр» — фэнтези-сказка о подростке, ради спасения родителей вступившем в игру между живыми и нежителями, которую раз в сто лет устраивает сама Смерть. Действие происходит в Трансильвании, и мир произведения уходит корнями в румынский и молдавский фольклор (цикл «Макабр» посвящен Молдавии — стране, в которой прошло детство писательницы). Книга рассказывает о полном опасностей путешествии Теодора Ливиану от тьмы к свету, о поиске себя и о любви, которая побеждает всё.
Произведения Милы Нокс вдохновлены атмосферой средневековья, мрачной музыкой и сказками. Действие книг зачастую разворачивается ночью и само слово «nox», выбранное писательницей в качестве псевдонима, в переводе с латинского означает «ночь».

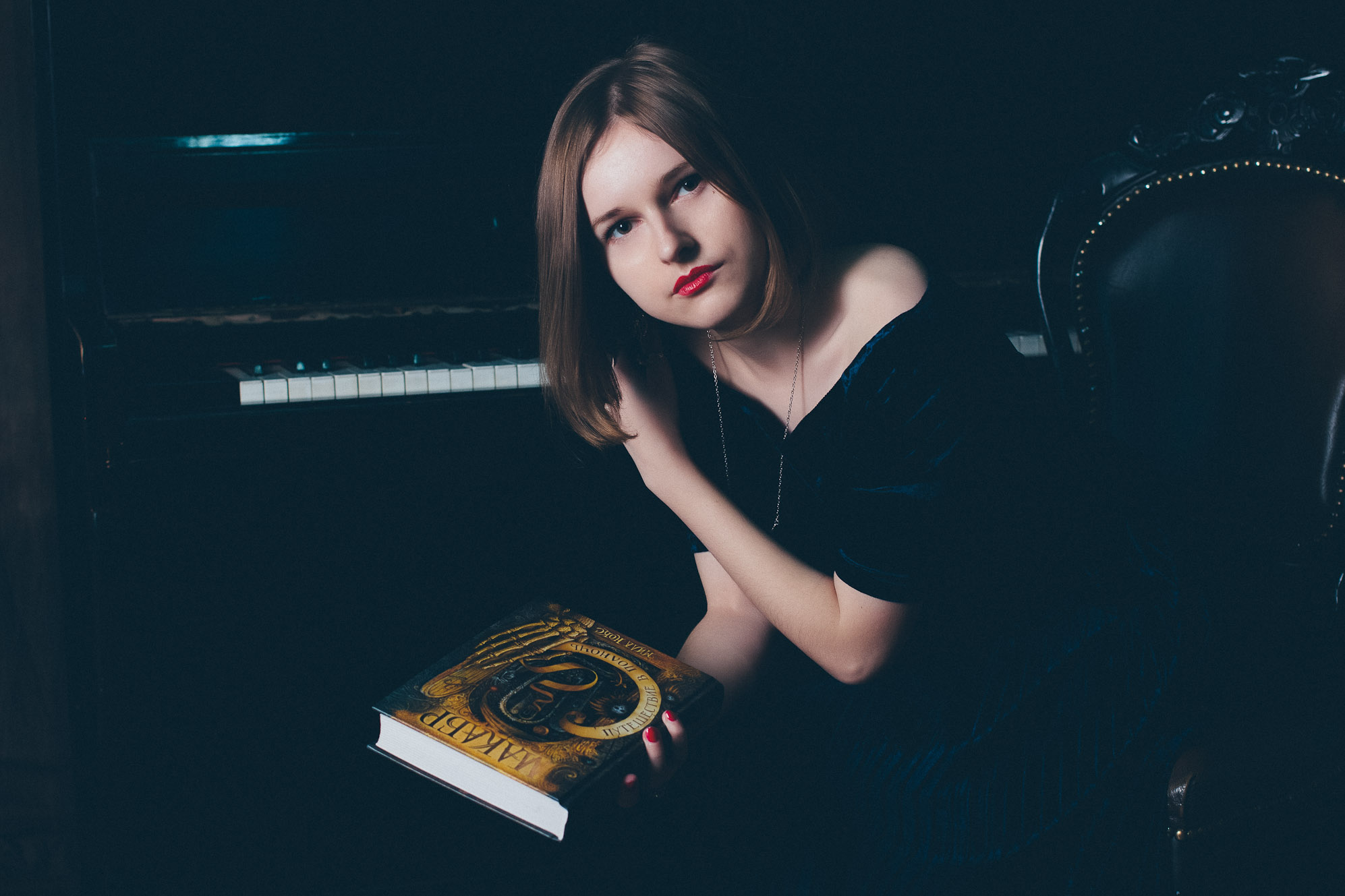

## Премии
Гран-при конкурса «Новая детская книга» за первую книгу трилогии «Макабр» — 2016 год.